# Steinbruch Silbach

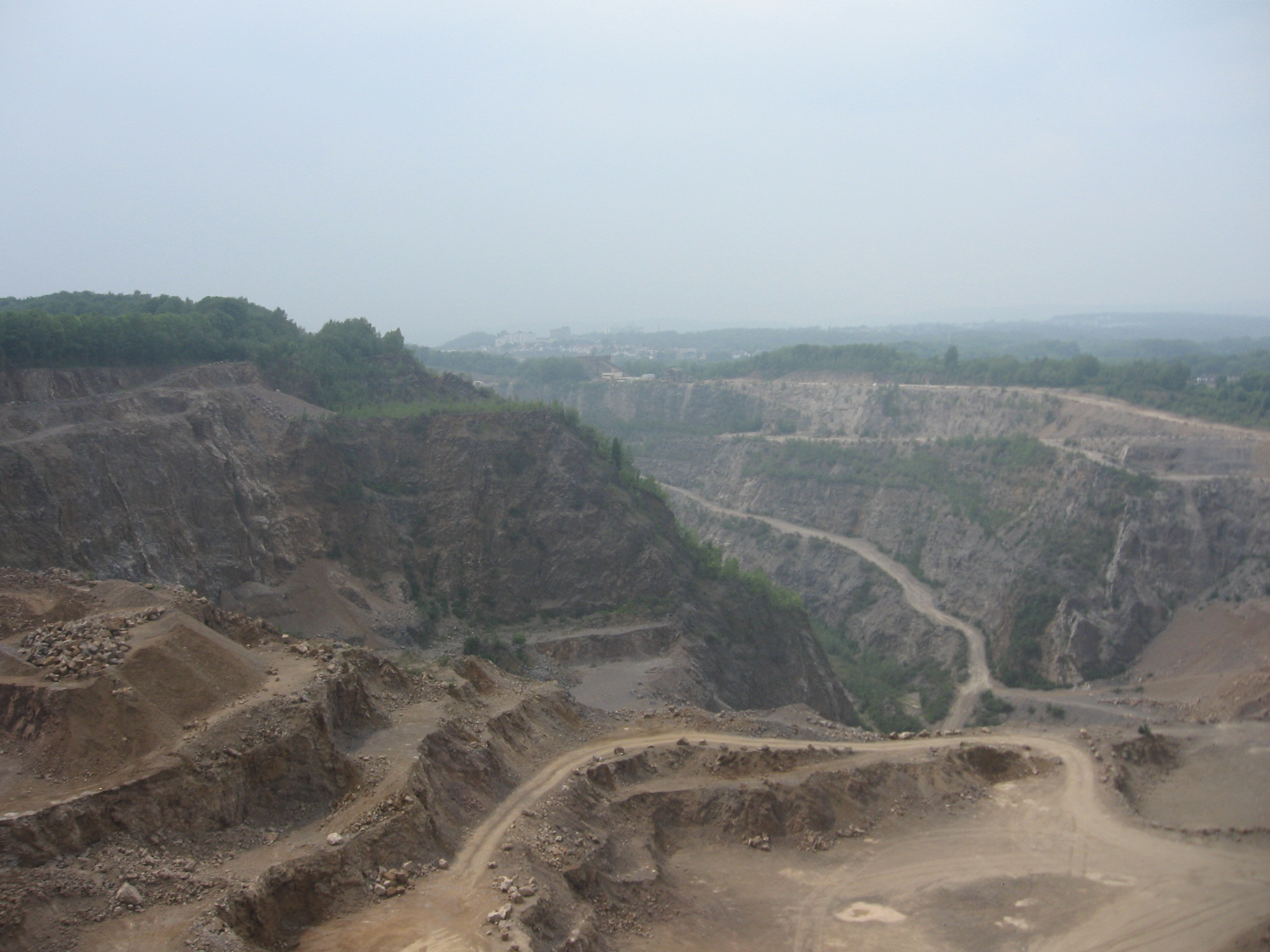
Steinbruch Silbach von Osten

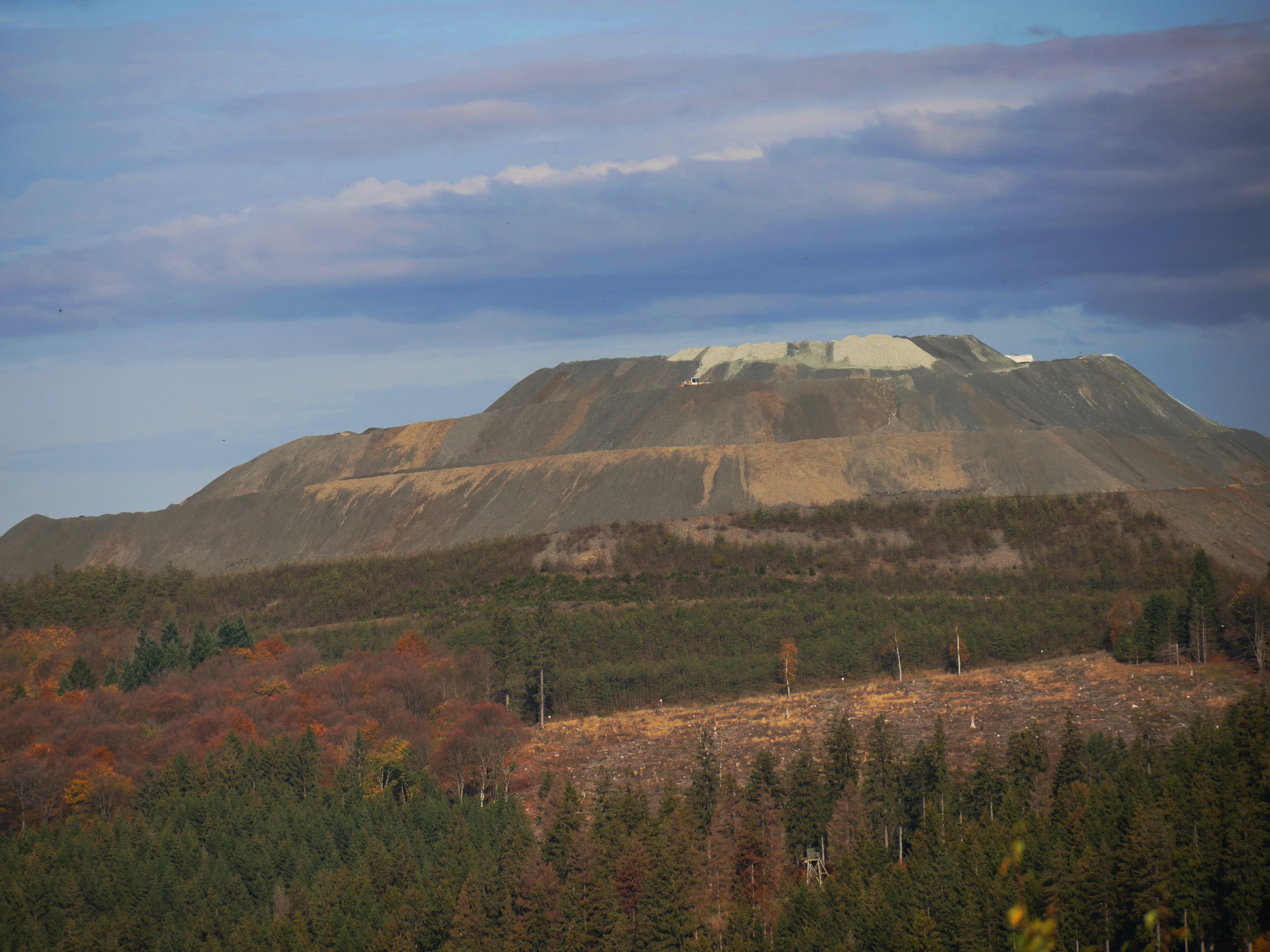
Abraumhalde des Steinbruchs Silbach von Süden

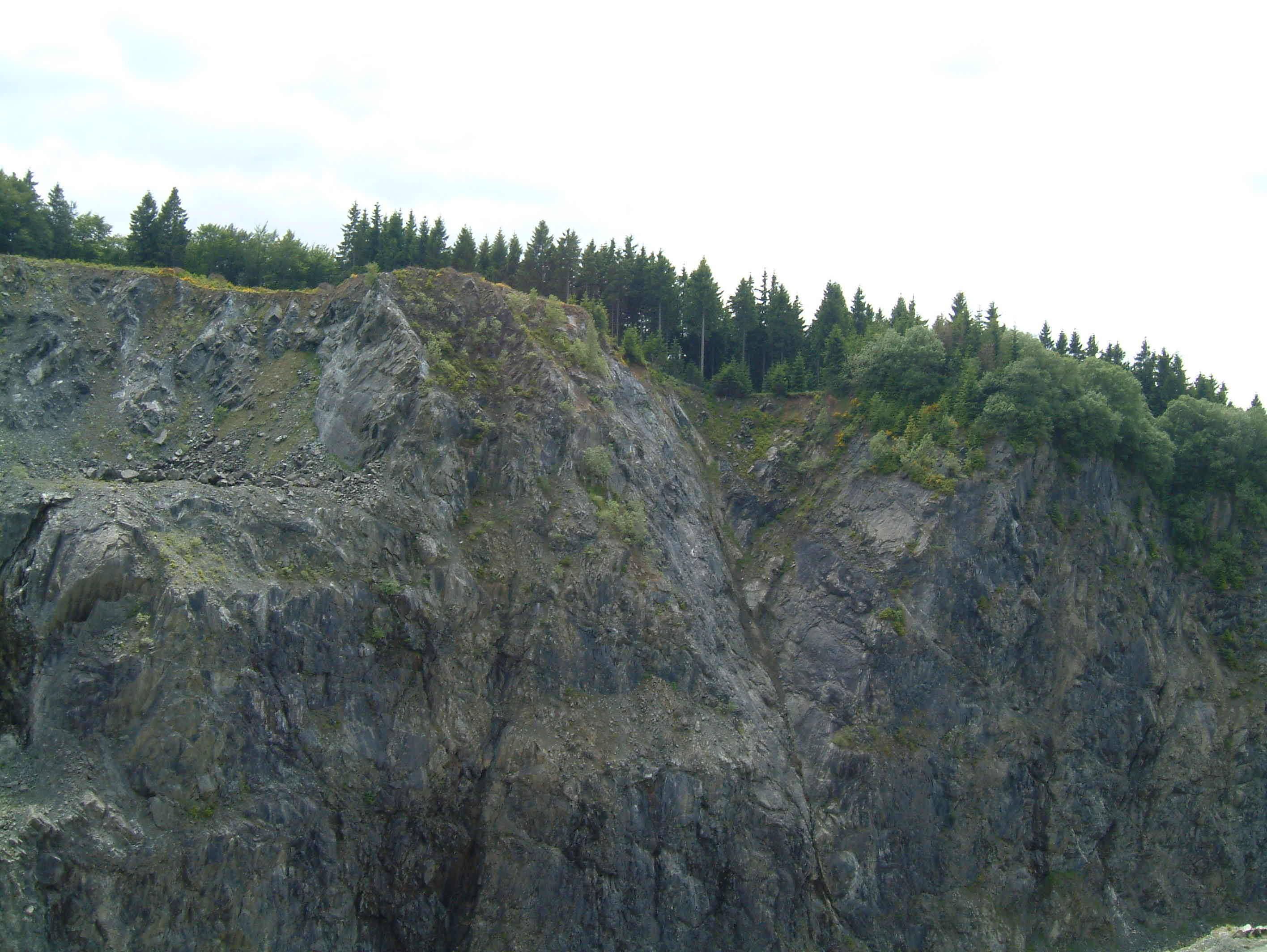
Große Südwand

Der Steinbruch Silbach, befindet sich südöstlich von Silbach am Kuhlenberg. Der Bruch wird auch als Steinbruch Am Kuhlenberg und Steinbruch Kuhlenberg bezeichnet. Nordöstlich grenzt das Naturschutzgebiet In der Strei an.

## Infos zum Bruch
Im Steinbruch wird Diabas abgebaut. Der Bruch wird von der Westdeutsche Grauwacke-Union GmbH betrieben. Früherer Betreiber waren die Bergisch-Westerwälder Hartsteinwerke. Beide Firmen sind bzw. waren Tochterfirma der Basalt AG.

## Mineralien
Für den Steinbruch Silbach sind bisher folgende Mineralfunde dokumentiert (Stand 2025): Aktinolith, Albit, Analcim, Ankerit, Anthophyllit, Antigorit, Apophyllitgruppe, Arsenopyrit, Axinitgruppe, Bergkristall, Calcit, Chalkopyrit, Chloritgruppe, Chrysotil, Coelestin, Danburit, Datolith, Diopsid, Epidot, Fluorapophyllit-(K), Galenit, Klinochlor, Klinozoisit, Limonit, Markasit, Millerit, Oligoklas, Orthoklas, Pektolith, Prehnit, Pyrit, Skolezit, Sphalerit, Strontianit, Quarz als Bergkristall, Milchquarz und Amethyst, Talk und Titanit vor.

## Erweiterung des Steinbruchs
2017 wurde eine Erweiterung beantragt. Dabei soll der Steinbruch um 10,8 Hektar Abbaufläche in östliche Richtung erweitert werden. Parallel soll die Fläche zur Lagerung von Abraum um 3,7 Hektar vergrößert werden.